# Russy
För andra betydelser, se Russy (olika betydelser).
Russy är en ort och tidigare kommun i distriktet Broye i kantonen Fribourg, Schweiz. Den 1 januari 2016 slogs kommunerna Domdidier, Dompierre, Léchelles och Russy samman och bildade kommunen Belmont-Broye.